# Chirita mollis
Chirita mollis är en tvåhjärtbladig växtart som beskrevs av Friedrich Anton Wilhelm Miquel. Chirita mollis ingår i släktet Chirita och familjen Gesneriaceae. Inga underarter finns listade i Catalogue of Life.